# Bandeira das Ilhas Virgens Americanas
A Bandeira das Ilhas Virgens Americanas é um dos símbolos oficiais desse arquipélago, tendo sido adotada em 17 de maio de 1921.

## História

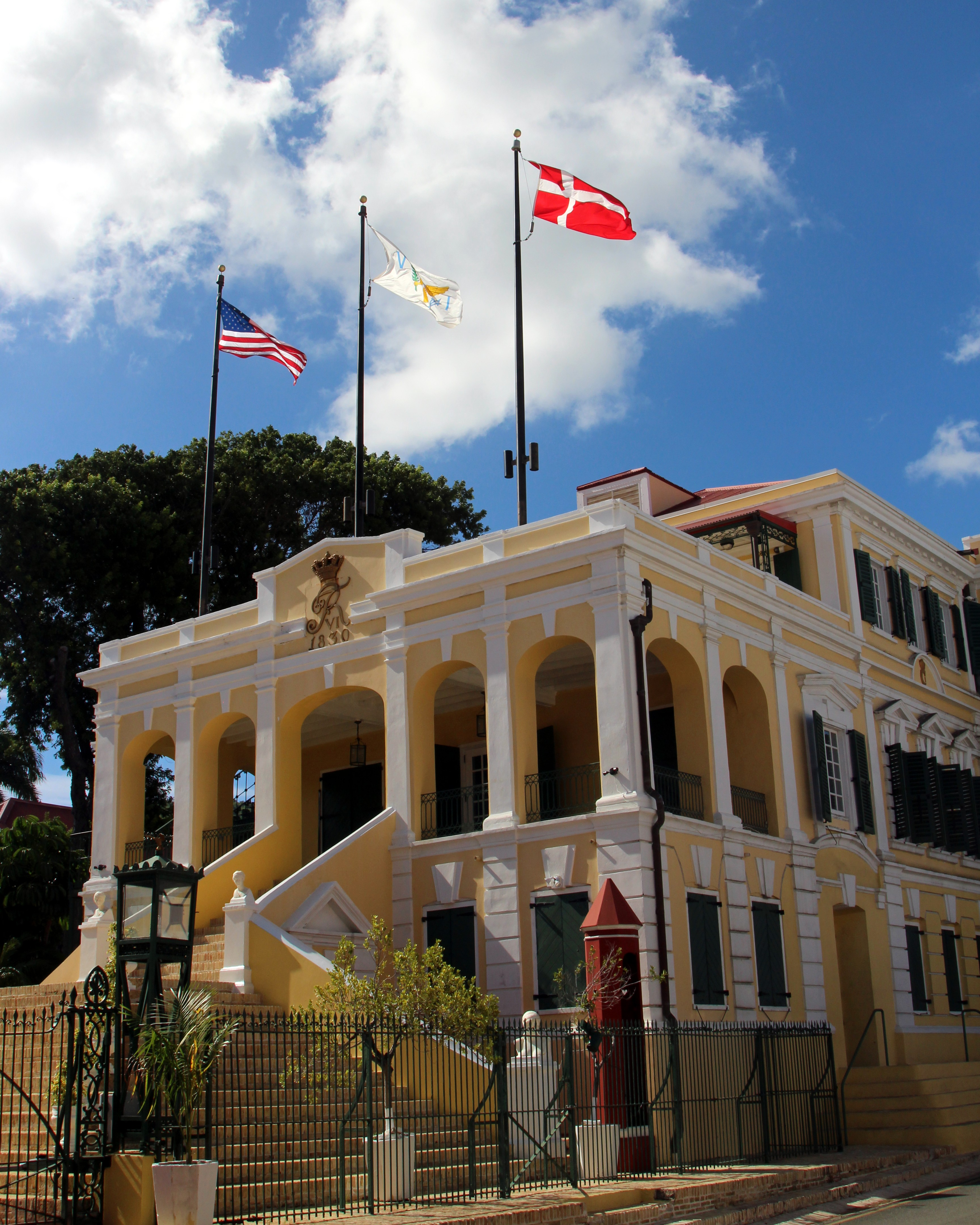
Bandeira das Ilhas Virgens hasteada entre as bandeiras americana e dinamarquesa no palácio governamental

Os habitantes originais das Ilhas Virgens não utilizavam bandeiras. Cristóvão Colombo visitou as ilhas pela primeira vez em 1493, batizando-as de Santa Úrsula. Após as descobertas, as ilhas foram ocupadas pelo Império Espanhol e lá permaneceram até o estabelecimento da empresa dinamarquesa das Índias Ocidentais em Saint Thomas em 1672, Saint John em 1694 e Saint Croix, obtida da França em 1733. As ilhas tornaram-se colônias reais da Dinamarca em 1754, chamadas Ilhas do Índico das Ilhas Ocidentais (em dinamarquêsdes: De dansk-vestindiske øer).
Nesse período, as bandeiras usadas eram variantes do Dannebrog, que é a bandeira nacional da Dinamarca. As primeiras bandeiras específicas do que viria a ser usadas foram as utilizadas pelos dinamarqueses aproximadamente no final do século XVII, quando os navios da Companhia Dinamarquesa das Índias Ocidentais e Guiné tiveram permissão para exibir um emblema especial baseado na bandeira tradicional de cauda de andorinha. Mais tarde, os navios que negociavam com as Índias Ocidentais dinamarquesas passaram a usar uma bandeira que tinha um campo azul com a bandeira nacional dinamarquesa no cantão. Essa situação permanece até o Tratado das Índias Ocidentais dinamarquesas foi assinado em agosto de 1916.
Imediatamente após a posse, em 1917, a bandeira americana foi usada como oficial. A ideia de uma bandeira das Ilhas Virgens Americanas começou com a administração do contra-almirante Sumner Ely Wetmore Kittelle, que assumiu o cargo de governador das ilhas em 26 de abril de 1921. Ele se aproximou do Sr. White, capitão do navio USS Grebe, e de Percival Wilson Sparks, cartunista, e pediu sugestões para o design da bandeira. Imediatamente fizeram um desenho no papel. Depois, Sparks o transferiu para um tecido de algodão branco pesado e depois pediu à esposa Grace e à irmã Blanche Joseph que bordassem o desenho. A bandeira das Ilhas Virgens tem sido usada em sua forma atual desde que foi adotada oficialmente.

bandeira do Império Espanhol usada do início da colonização até o estabelecimento da Dinamarca
Bandeira da Dinamarca com cauda de andorinha
Bandeira colonial usada nas Índias Ocidentais Dinamarquesas até 1917
Bandeira americana de 48 estrelas usada no arquipélago entre 1917 e 1921

## Características

Brasão dos Estados Unidos, modelo para o desenho da bandeira das Ilhas Virgens Americanas

Seu desenho consiste em um retângulo de proporção largura-comprimento de 2:3 de fundo banco.
No centro da bandeira há uma versão simplificada do Brasão dos Estados Unidos, ou seja uma águia, nessa versão na cor amarelo-ouro, segurando um ramo de louro nas garras à esquerda e três flechas nas garras à direita. A águia dourada está sobreposta por um escudo com a cores da bandeira americana. A proporção da figura é de 84:108 em relação à altura e 138:162 em relação ao comprimento da bandeira.
Além da águia há duas letras escritas em caixa alta , serifadas e na cor azul; um "V" à esquerda e um "I" à direita. A proporção das letras é de 84:108 em relação à altura da bandeira. Além das cores preto e branco, o azuis da bandeira são o Pantone 280C e Process Blue C, e o vermelho, 200C, o amarelo 123C, e o verde 362C.
| Cor | Sistema Pantone     | CMYK        | RGB           | Hex     |
| --- | ------------------- | ----------- | ------------- | ------- |
|     | Branco              | 0.0.0.0     | 255, 255, 255 | #FFFFFF |
|     | Azul 280C           | 100.85.0.39 | 1, 33, 105    | #012169 |
|     | Azul Process Blue C | 100.15.0.6  | 0, 133, 202   | #0085CA |
|     | Vermelho 200C       | 0.100.76.13 | 186, 12, 47   | #BA0C2F |
|     | Amarelo 123C        | 0.16.89.0   | 255, 199, 44  | #FFC72C |
|     | Verde 362C          | 66.0.100.9  | 80, 158, 47   | #509E2F |

## Simbolismo
O branco simboliza a pureza, as letras "V" e "I" são as iniciais do nome do arquipélago em inglês, ou seja, "Virgin Islands"; enquanto a versão simplificada do brasão norte-americano a ligação com os estados Unidos, bem como liberdade e força. As três flechas representam as três maiores ilhas: Saint Thomas, Saint John e Saint Croix, enquanto o loureiro representa a paz  e a vitória.